# Archboldargia mirifica
Archboldargia mirifica är en trollsländeart som beskrevs av Maurits Anne Lieftinck 1949. Archboldargia mirifica ingår i släktet Archboldargia och familjen dammflicksländor. Inga underarter finns listade i Catalogue of Life.